# Barringtonia calyptrocalyx
Barringtonia calyptrocalyx là một loài thực vật có hoa trong họ Lecythidaceae. Loài này được K.Schum. mô tả khoa học đầu tiên năm 1889.